# 高燻
高燻，山東沂水县人，清朝政治人物、同进士出身。

## 生平
順治九年（1652年）壬辰科进士，任湖广兴宁县知县，升郴州知州。